# Escultura budista xinesa

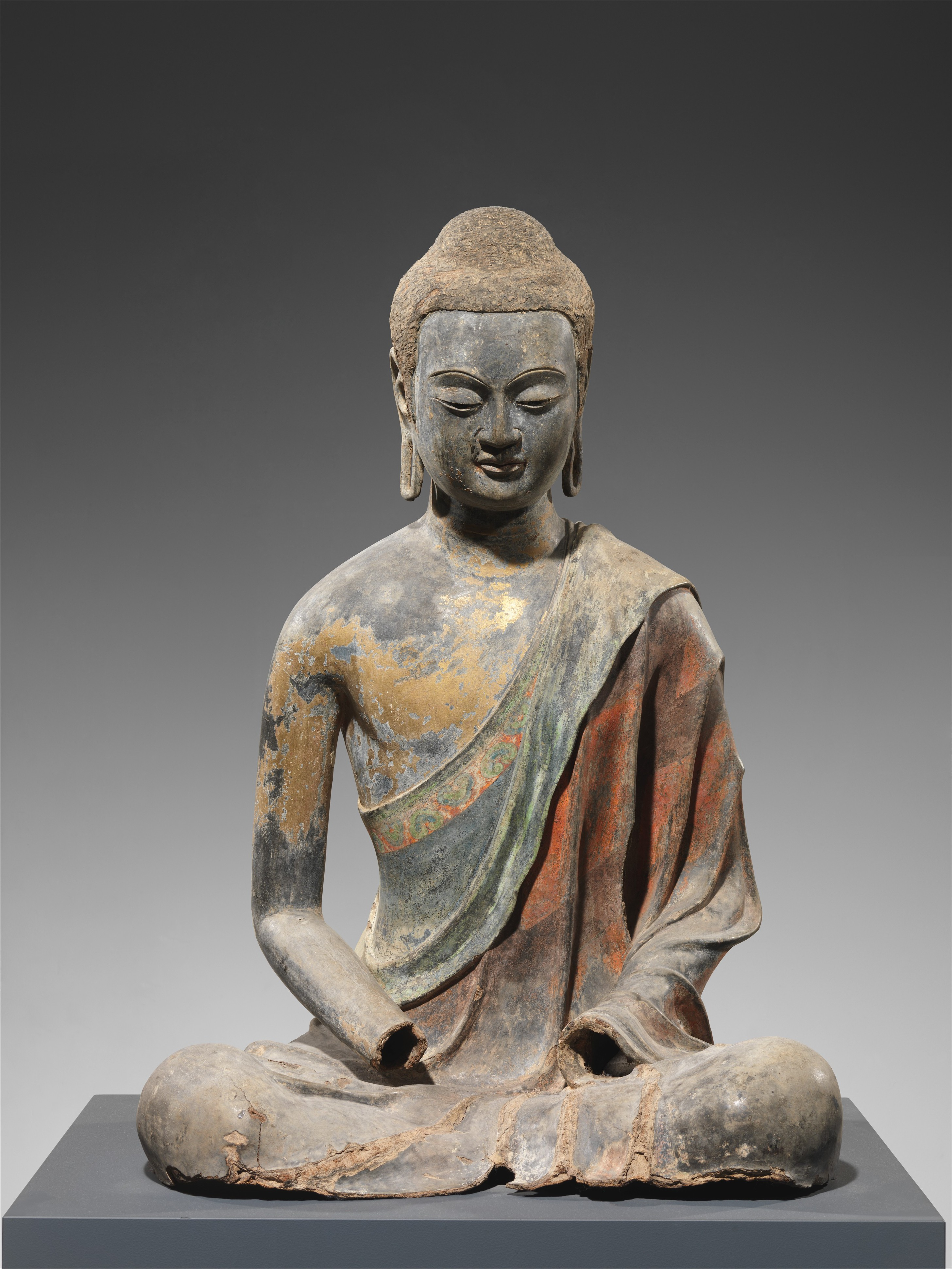
Buda, probablement Amitabha (Amituofo), el Museu Metropolità d'Art

L'escultura budista xinesa s'ha produït al llarg de la història del budisme a la Xina. Les peces escultòriques inclouen representacions de Siddhartha Gautama, sovint conegut com el «Il·luminat» o «Buda», bodhisattva, monjos i diverses deïtats. La Xina va ser introduïda a les ensenyances del budisme al segle II a.C., durant la dinastia Han de la Xina, i definitivament durant el segle ii,

## Història
Les primeres representacions no van començar com a escultures de forma humana, sinó més aviat com ara un seient buit, empremta, arbre o stupa, una forma arquitectònica que finalment va inspirar la creació de pagodes a la Xina.
La pràctica va començar a temples de coves excavades en la roca, on les talles, en la seva majoria en relleu, de les imatges van embolcallar cambres i complexos que il·lustren les creences associades a les ensenyances de Buda. La creació d'aquests temples i escultures no només va generar mèrits alineats amb el seu propi creixement personal, sinó que també va donar ocasió als devots una referència per al culte i la inspiració meditativa. Els principals llocs excavats en la roca, amb grans grups de coves, inclouen les coves de Yungang, les grutes de Longmen, les coves de Maijishan i les coves de Mogao.

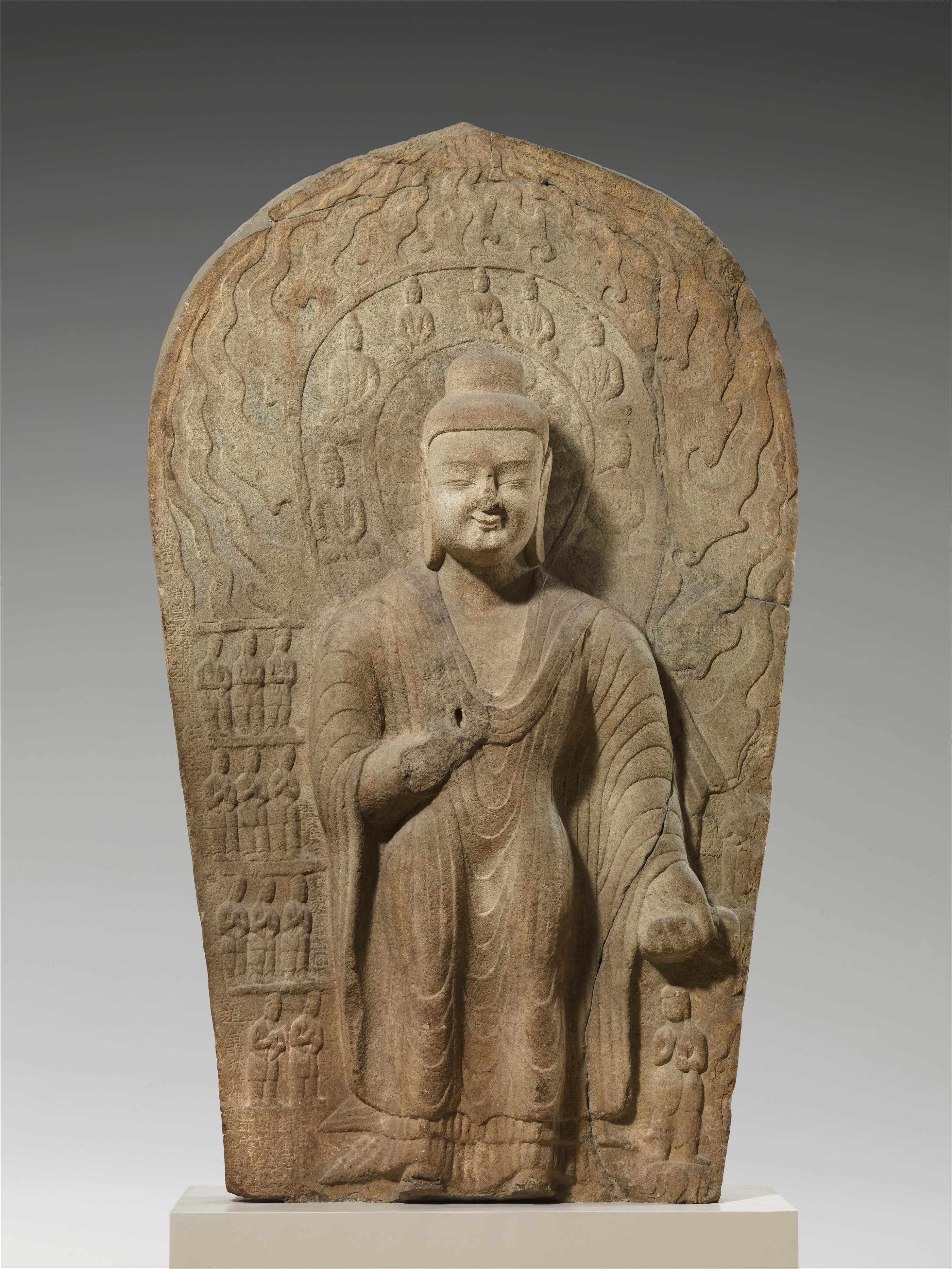
Buda Dipankara (Diguang),The Metropolitan Museum of Art.

Les escultures, primer van començar a l'Índia i finalment van arribar a la seva producció a la Xina durant el segle iv. Encara que es va inspirar en representacions índies, diverses posicions d'assegut, expressions facials i tipus de roba van culminar amb una barreja visual. Les escultures amb cossos prims i peces de roba més gruixudes encarnaven les tradicions xineses per contrast a les variacions índies que representaven grans cossos i roba transparent. Els materials per a aquestes escultures també van variar des del gres, pedra calcària, fusta, ceràmica, bronze daurat fins aliatge de coure. Malgrat l'aparença monòtona de les escultures restants de l'actualitat, aquestes obres van ser una vegada brillantment pintades amb una sèrie de pigments. Inicialment, només Buda era la persona o figura principal representada. Els Bodhisattvas van ser creats més tard com a obres independents en lloc de com assistents de Buda.
A la Xina, dues Bodhisattvas importants van ser Avalokiteshvara (Guanyin) i Manjusri (Wenshu) que van encarnar la saviesa i la compassió, virtuts importants per aconseguir un estat d'il·luminació i aplicació de «Terra Pura» o «Budisme Zen». Durant el segle IV i VI, la Xina estava vivint una època de guerra en què els seguidors creien que la seva pietat de devoció oferiria orientació, salut i riquesa a les seves províncies i governants. Les deïtats es consideraven protectores de les tradicions budistes i es tornaven més elaborades, la seva presentació com budisme va prendre noves formes als segles següents.

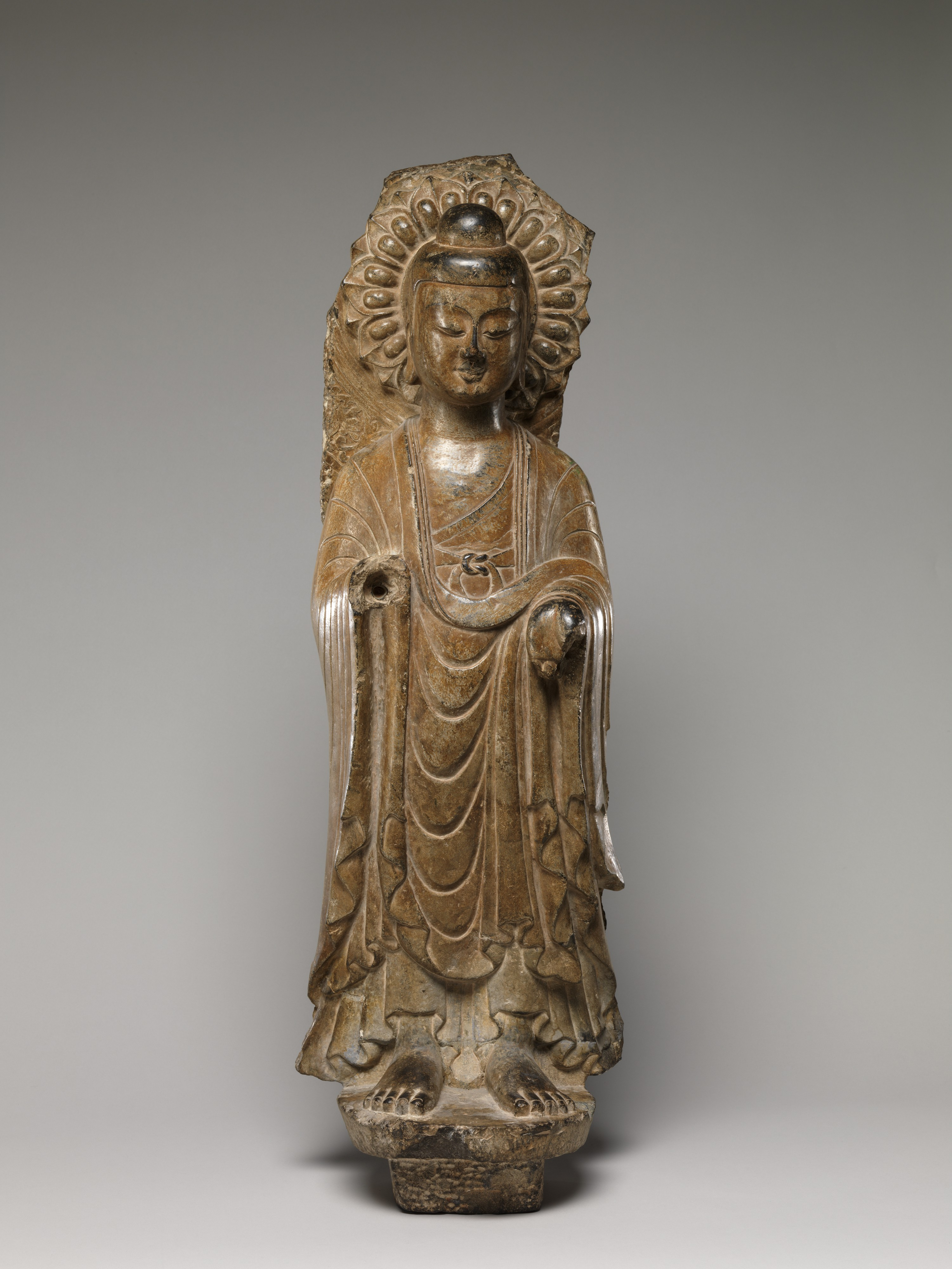
Buda (Fragment d'una estela més gran).
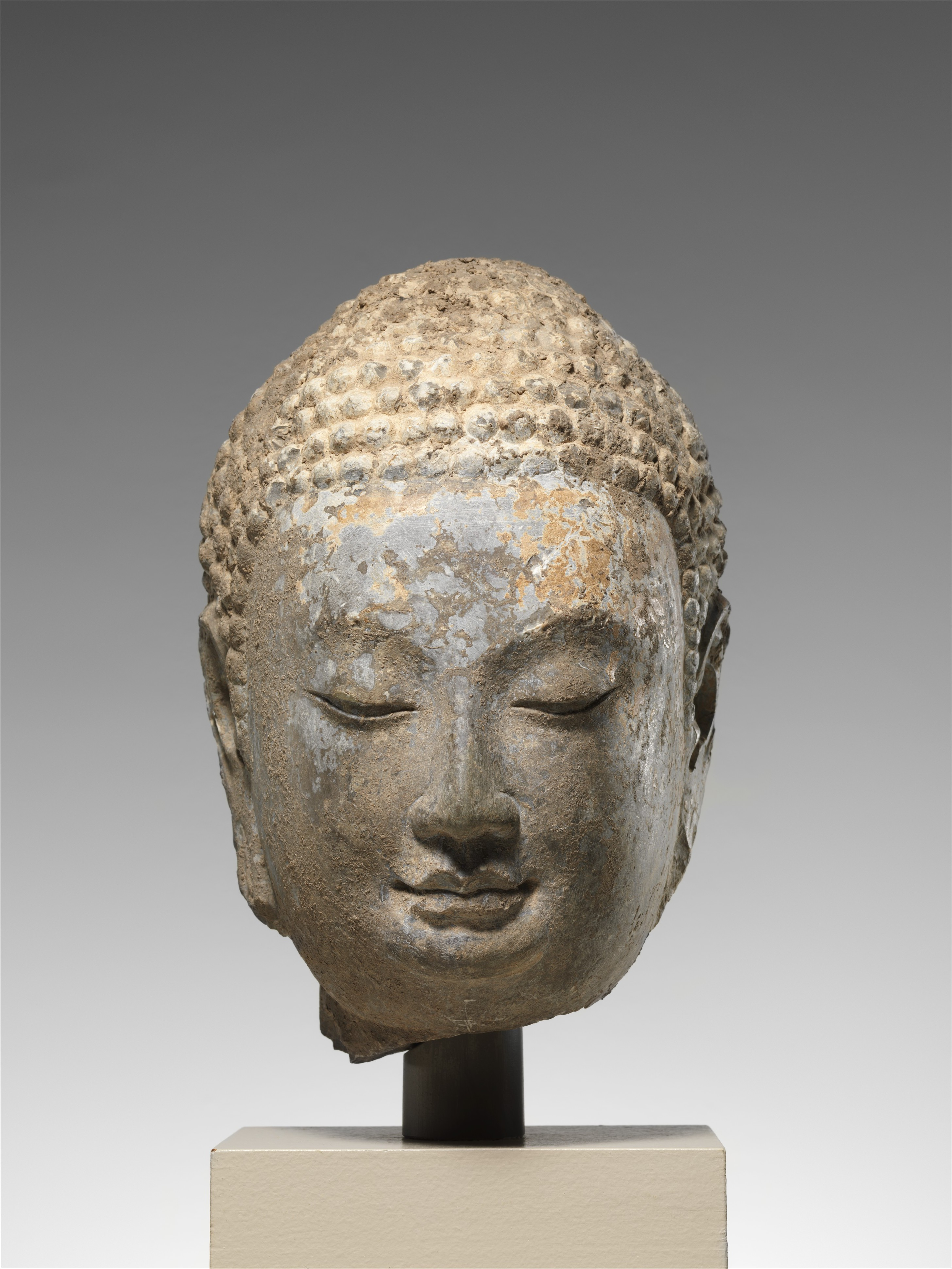
Cap de Buda.
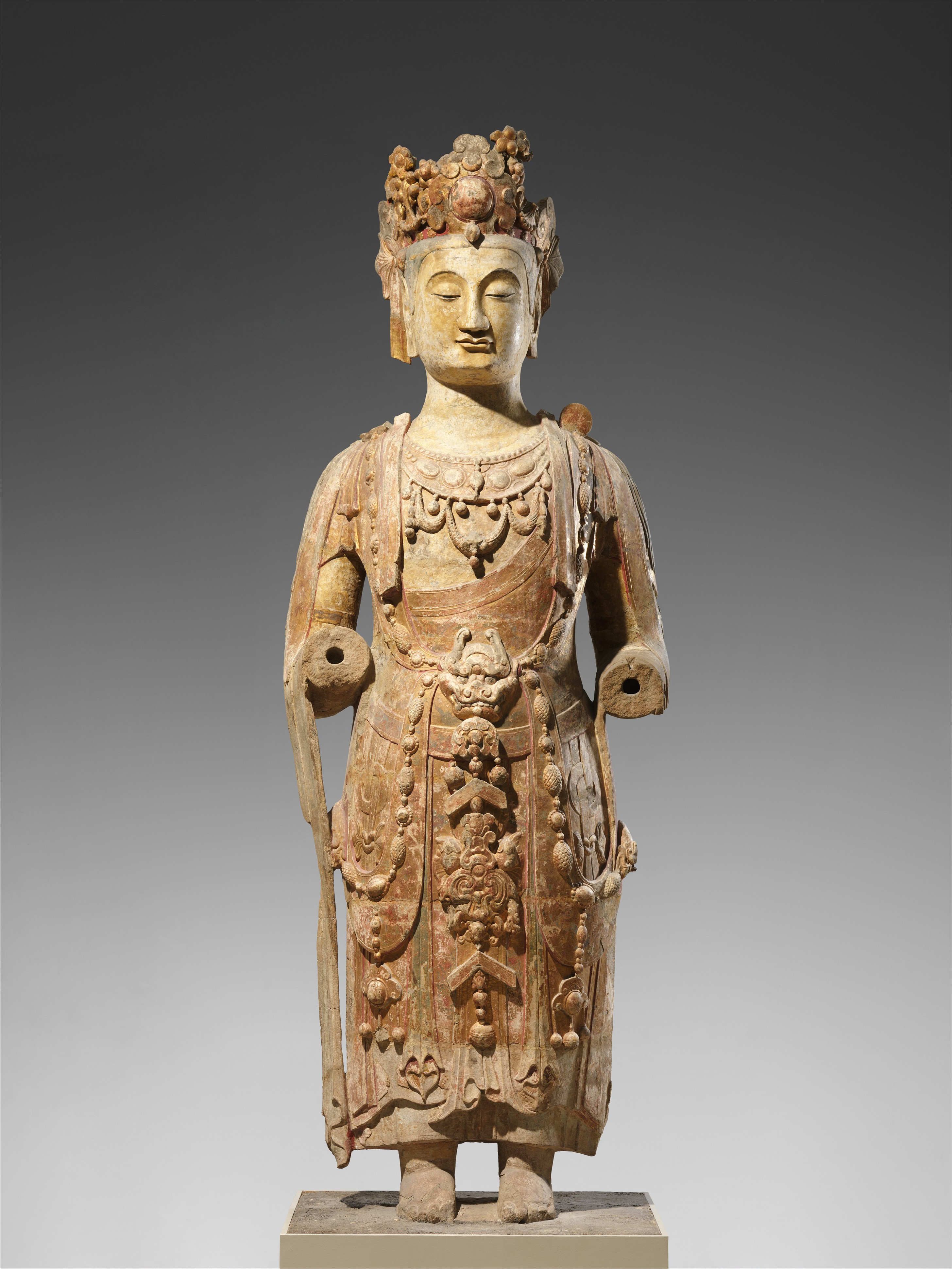
Probablement Avalokiteshvara (Guanyin).
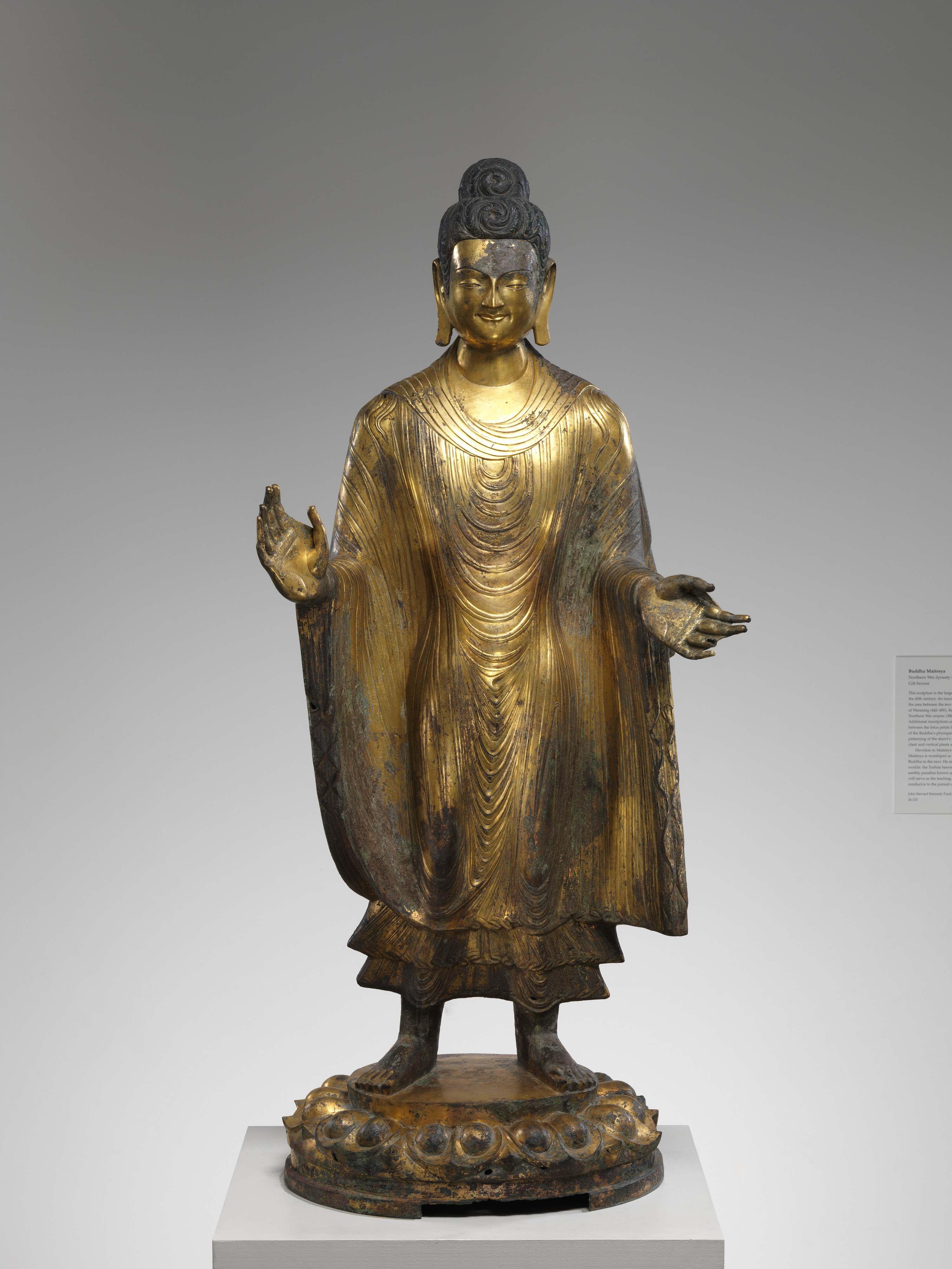
Buda Maitreya
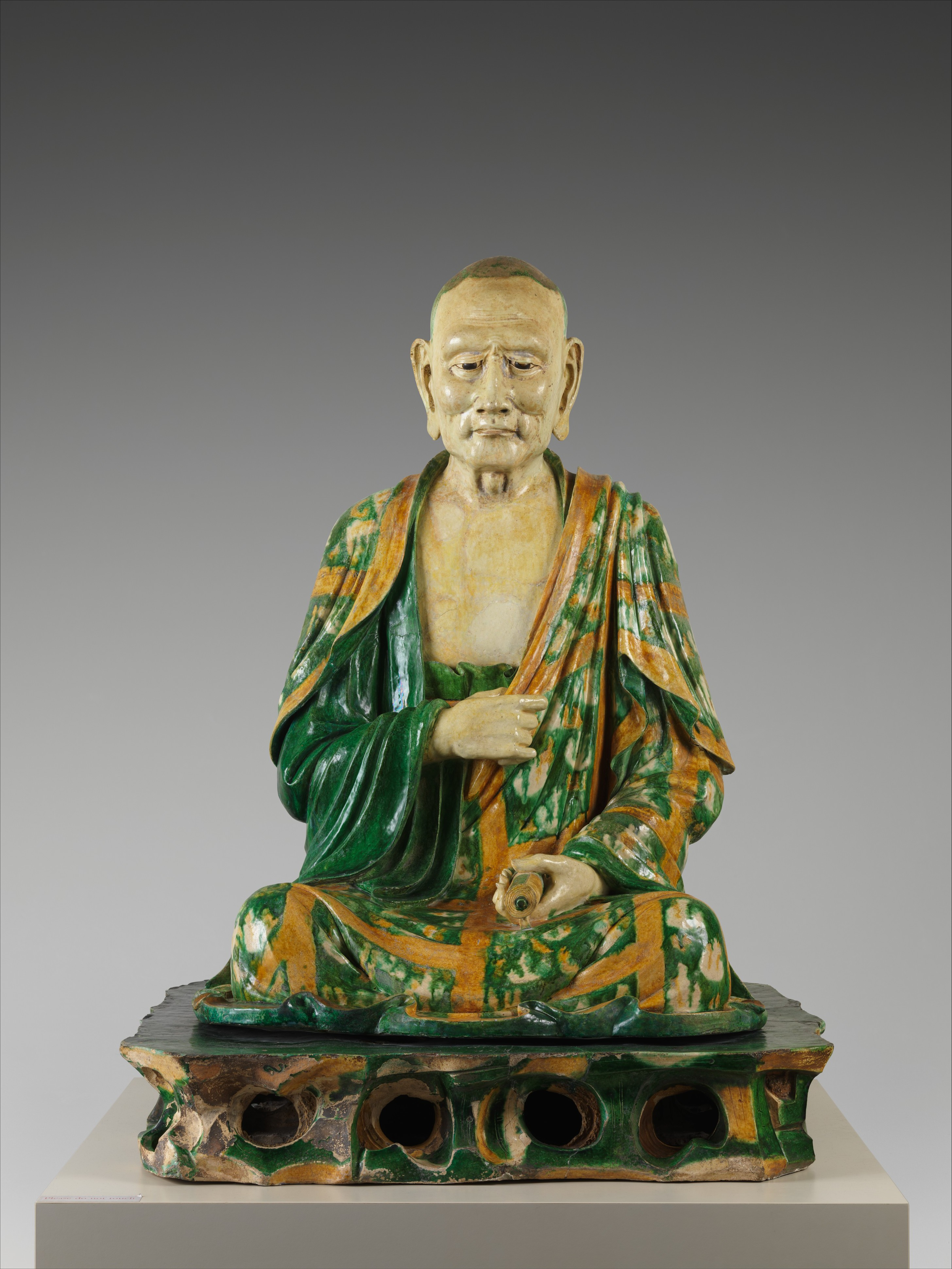
Arhat, un dels Luohans de ceràmica vidrada de Yixian.
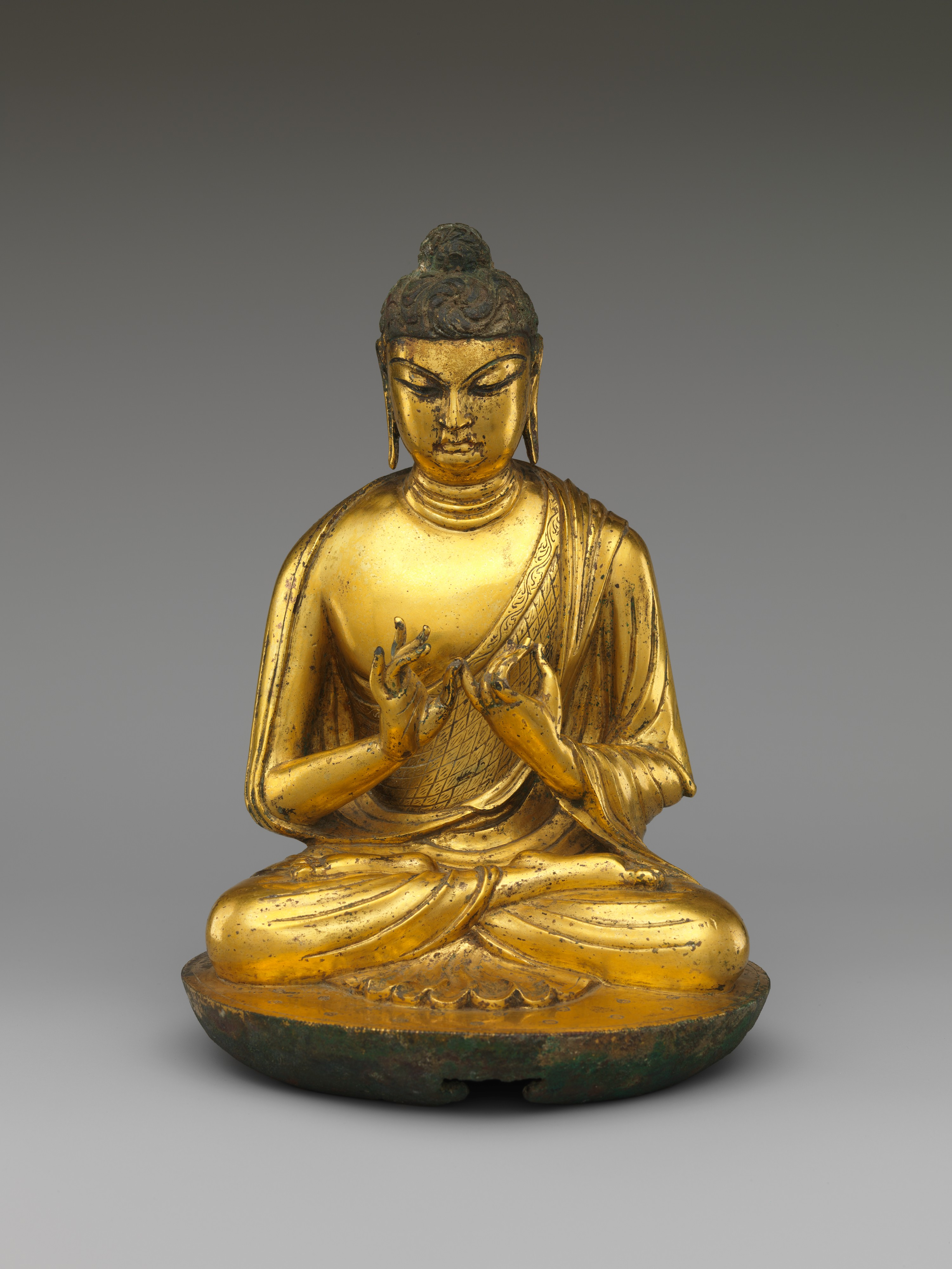
Buda Vairocana.
Bodhisattva Avalokiteshvara del Rugit de Lleó.
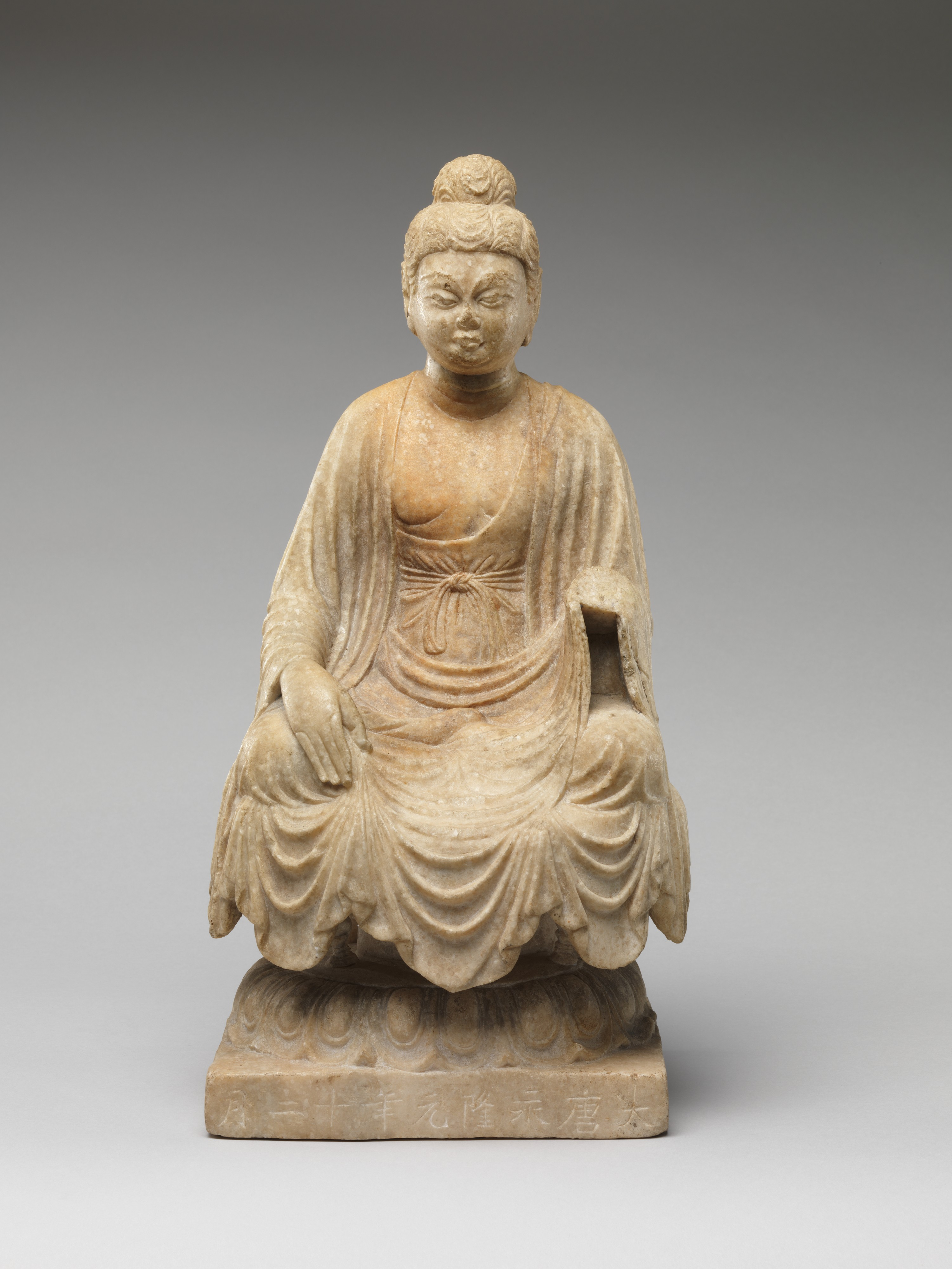
Buda.
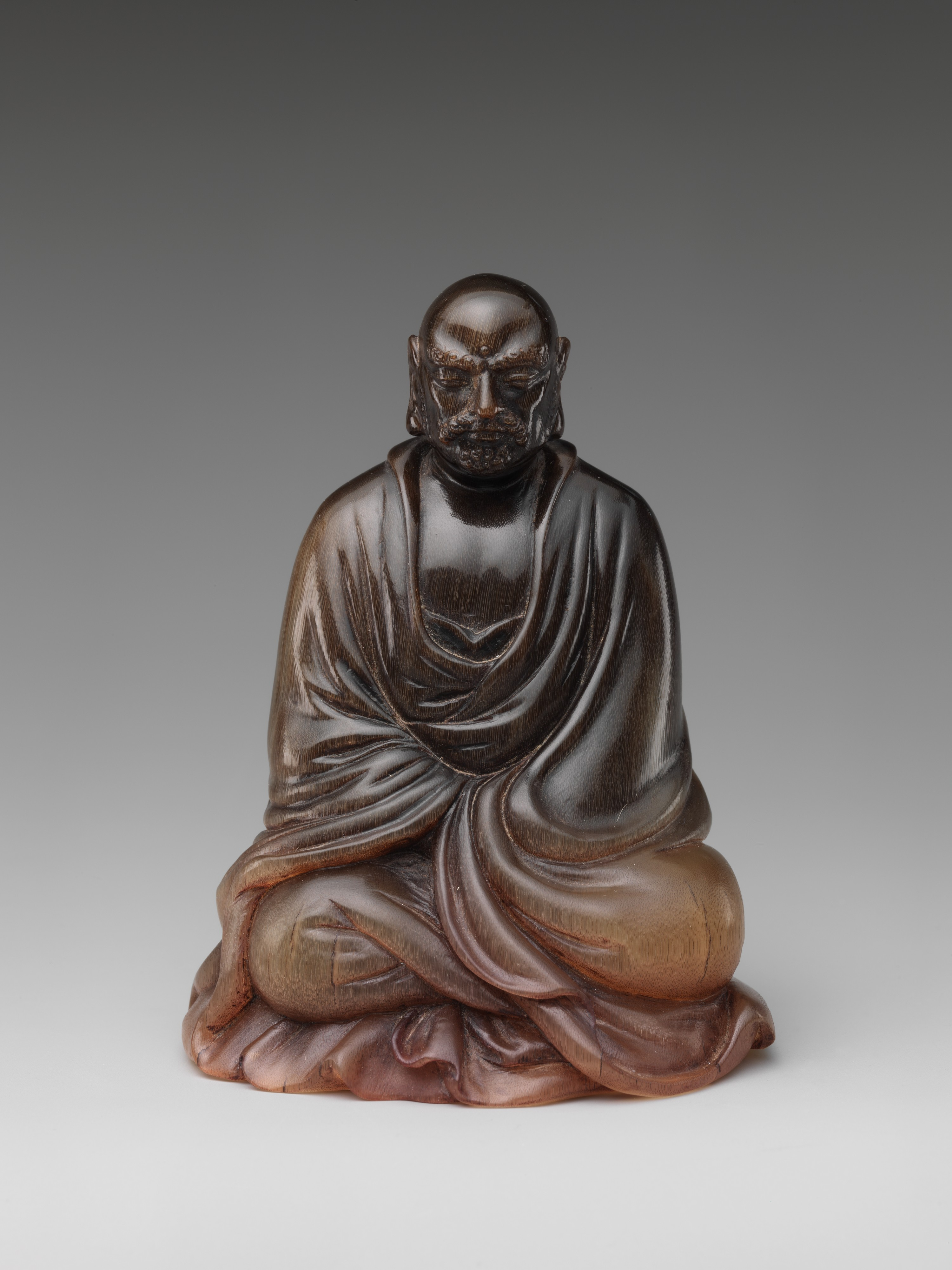
Monjo budista Bodhidharma.
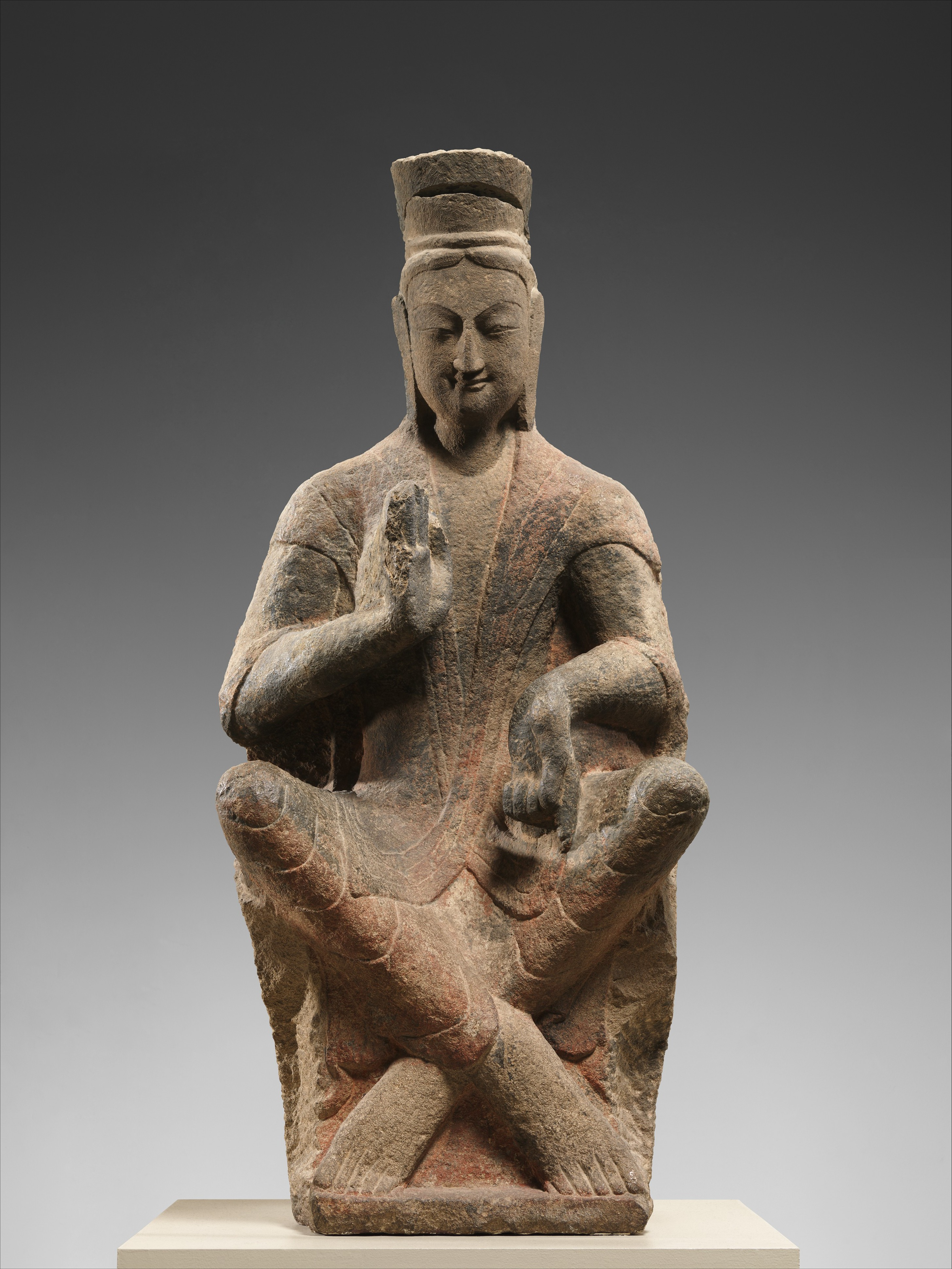
Bodhisattva amb els turmells encreuats.